# Heteroconis gagnei
Heteroconis gagnei är en insektsart som beskrevs av Tim R. New 1988. Heteroconis gagnei ingår i släktet Heteroconis och familjen vaxsländor. Inga underarter finns listade i Catalogue of Life.